# Coppa UMC
La Coppa UMC è una competizione goistica taiwanese, organizzata dall'Accademia taiwanese di Go e sponsorizzata dalla United Microelectronics Corporation.

## Formato
La competizione prevede una serie di tornei di qualificazione, l'ultimo dei quali è un torneo a eliminazione diretta con tabellone dei perdenti, che seleziona quattro goisti che entrano nella lega per la determinazione dello sfidante.
La lega per la determinazione dello sfidante è composta da otto goisti che si affrontano in un torneo all'italiana: al termine dei sette turni, i quattro goisti con i peggiori risultati escono dalla lega, e dovranno rientrare nei tornei di qualificazione dell'edizione successiva; i quattro con i migliori risultati restano nella lega per l'edizione successiva; il goista con il migliore risultato sfida il detentore del titolo in una finale al meglio dei sette incontri.

## Albo d'oro
| Edizione | Anno | Vincitore    | Risultato | Finalista    |
| -------- | ---- | ------------ | --------- | ------------ |
| 1        | 2020 | Lai Junfu    | 4-2       | Wang Yuanjun |
| 2        | 2021 | Wang Yuanjun | 4-2       | Lai Junfu    |
| 3        | 2022 | Xu Haohong   | 4-2       | Wang Yuanjun |
| 4        | 2023 | Xu Haohong   | 4-0       | Xu Qingen    |